# Etheostoma artesiae
Etheostoma artesiae es una especie de peces de la familia Percidae en el orden de los Perciformes.

## Distribución geográfica
Se encuentra en los Estados Unidos.